# Надувний житловий модуль BEAM

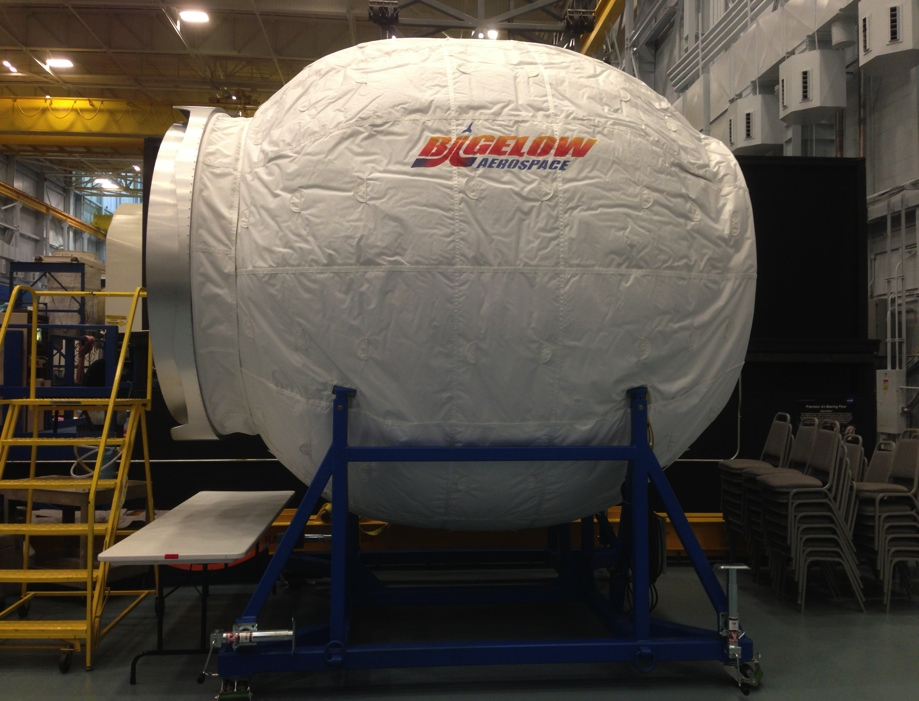
Макет модуля в розгорнутому стані

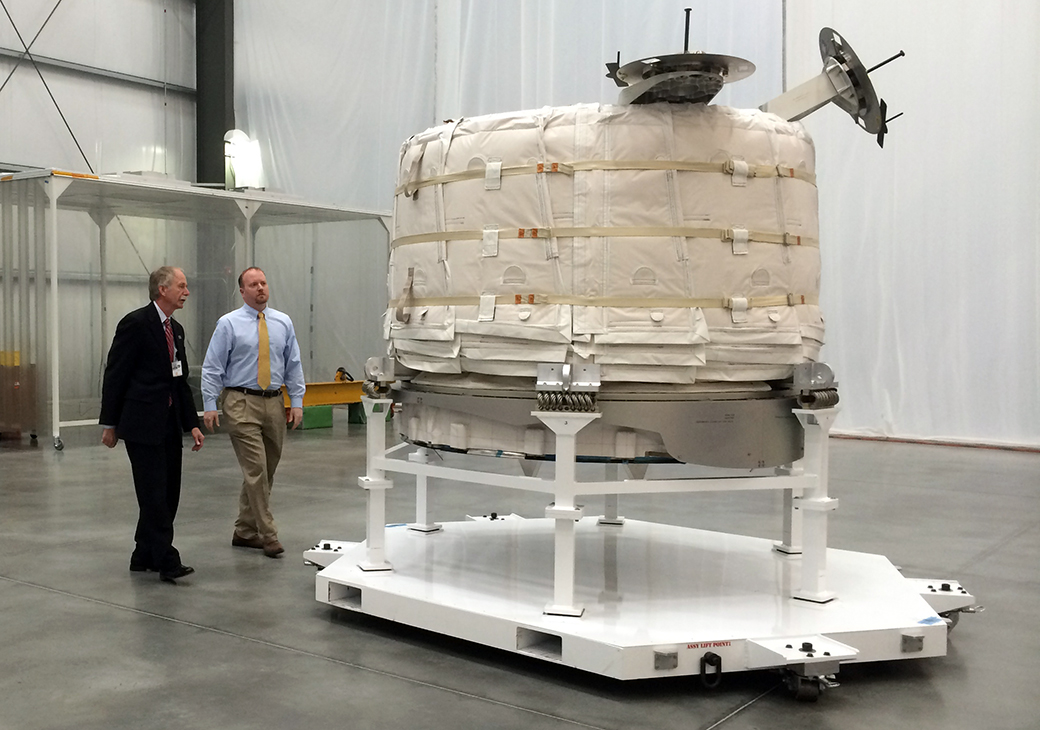
BEAM на заводі в Лас-Вегасі.

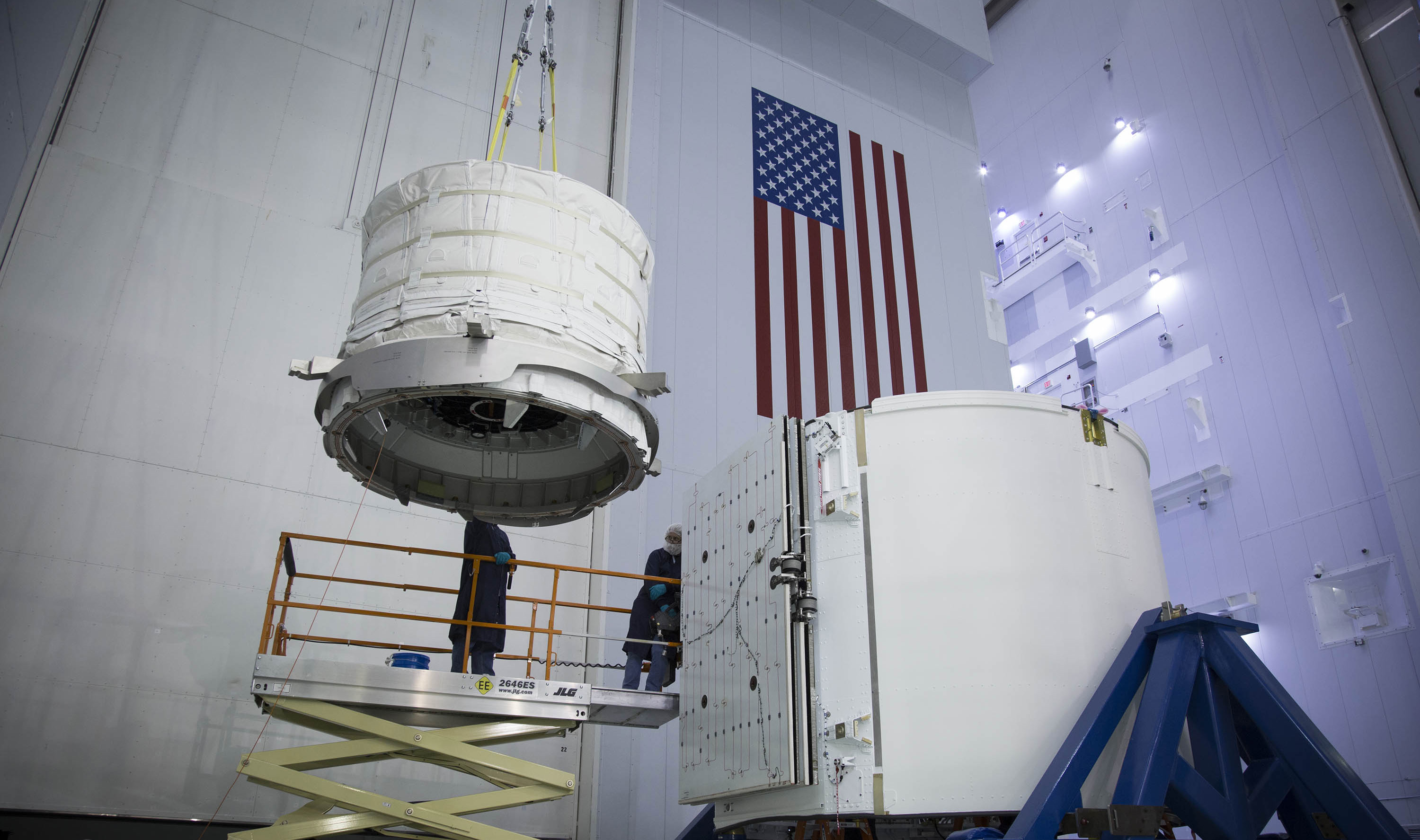
Модуль завантажують до космічного корабля «Dragon»

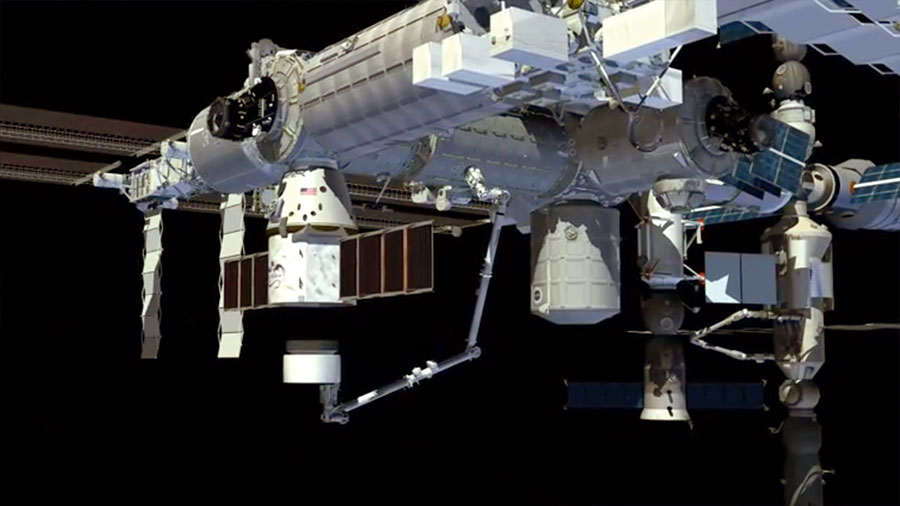
Комп'ютерна модель процесу від'єднання BEAM від корабля «SpaceX CRS-8» за допомогою маніпулятора «Канадарм2»

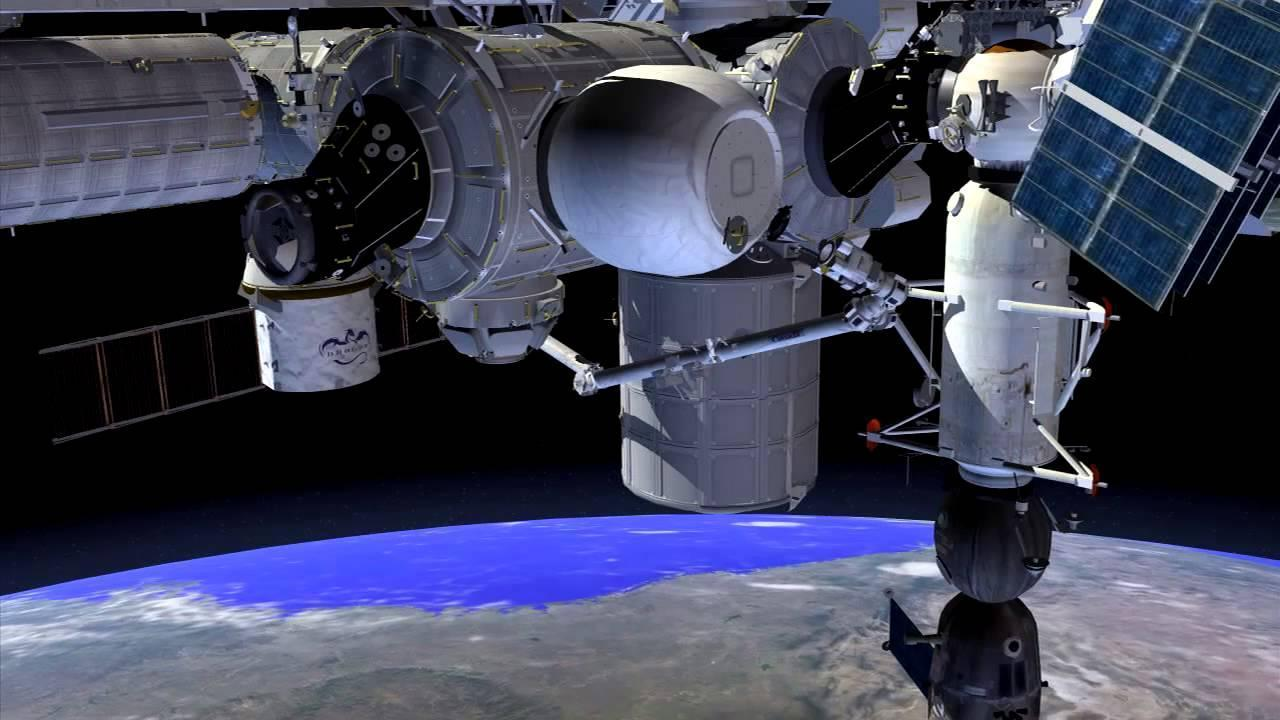
Відтворення вигляду BEAM у розгорнутому стані на МКС

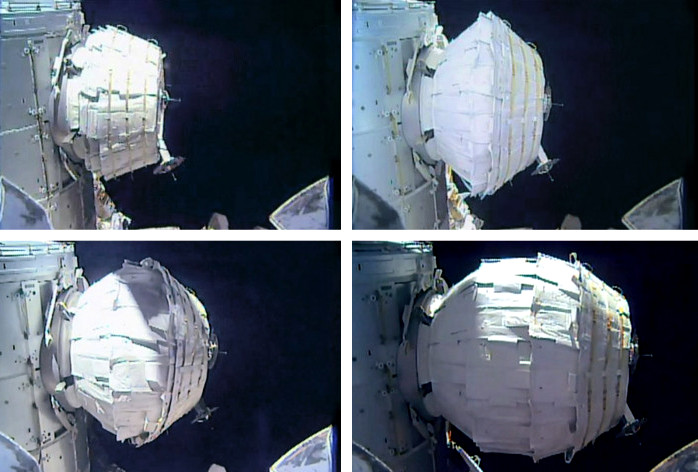
Стадії надування модуля BEAM

Bigelow Expandable Activity Module (BEAM) — експериментальний розкладний житловий модуль виробництва компанії Bigelow Aerospace, призначений для розміщення на Міжнародній космічній станції (МКС).
Модуль було доставлено на МКС 10 квітня 2016 року в негерметичному контейнері автоматичного вантажного корабля Dragon в рамках місії SpaceX CRS-8. BEAM встановлено на модулі «Спокій» 16 квітня та розгорнено 29 травня 2016 року. Планувалось, що він буде перебувати у складі МКС протягом двох років. Однак термін його стикування у 2018 році було продовжено. Від успіху випробувань BEAM залежить можливість використання надувних модулів на навколоземній орбіті та за її межами.

## Історія та хід місії
20 грудня 2012 року між НАСА та компанією «Bigelow Aerospace» було підписано контракт на суму 17,8 млн $ щодо створення модуля BEAM..
У 2013 році з компанією «Sierra Nevada Corporation» було підписано контракт на 2 млн $ для створення стикувального механізму (англ. Common Berthing Mechanism) модуля. Будівництво BEAM було завершено в березні 2015 року, його представили широкому загалу на спільній конференції НАСА та Bigelow Aerospace. Після цього модуль було доставлено до Космічного центру Кеннеді у Флориді..
8 квітня 2016 року приватним космічним кораблем «Dragon» в рамках місії SpaceX CRS-8 модуль BEAM було запущено на орбіту. 10 квітня відбулося стикування вантажного корабля з МКС. 14 квітня о 5:36 (UTC) BEAM за допомогою крана-маніпулятора «Канадарм2» було успішно встановлено на модулі «Спокій».
26 травня 2016 року було розпочато наповнення модуля BEAM повітрям. Однак через 4 години після початку процедури її зупинили через технічні проблеми. BEAM було розгорнено 29 травня .
6 червня 2016 року космонавти вперше увійшли до модуля BEAM. Вони встановили всередині датчики, які фіксують вплив різноманітних факторів (температури, радіації тощо), після чого залишили модуль.
5 вересня 2016 року астронавтка Кетлін Рубінс зайшла до модуля ВЕАМ для заміни батареї, що вийшла з ладу. 
29 вересня 2016 року модуль BEAM було відкрито космонавтами для тестування та перевірки обладнання на короткий час.
22 березня 2017 року астронавт Тома Песке відкривав модуль для того, щоб взяти зразки повітря і внутрішньої поверхні для дослідження наявних мікробів..
Планувалось, що у квітні 2018 року модуль буде відстиковано від МКС і через деякий час він згорить у нижніх шарах атмосфери. Однак у жовтні 2017 року було повідомлено, що НАСА заключило з Bigelow Aerospace контракт з метою використання BEAM як додаткового сховища. Контракт передбачає існування модуля до 2020 року з можливістю ще двох однорічних продовжень терміну служби..  
4 червня 2019 космонавти Енн Макклейн, Крістіна Кох та Давид Сен-Жак відкрили BEAM для взяття проб повітря та переміщення до модуля непотрібного обладнання.
26 грудня 2019 космонавти НАСА Ендрю Морган та Крістіна Кох відкрили модуль та взяли зразки проб повітря та внутрішньої поверхні модуля для дослідження мікробного складу.

## Завдання
BEAM дозволить досліджувати перспективи подальшого використання розкладних модулів, зокрема такі параметри, як забезпечення захисту від радіоактивного випромінювання та мікрометеоритів, підтримання стабільних показників внутрішнього середовища модуля тощо. Протягом двох років перебування модуля у складі МКС, всередині BEAM космонавти будуть здійснювати регулярні заміри різноманітних показників і параметрів. Ці дані допоможуть у подальшому при проектуванні і конструюванні майбутніх надувних модулів.
BEAM доставлено до МКС у згорнутому вигляді. Після встановлення на модулі «Спокій», наприкінці травня внутрішній об'єм BEAM буде збільшено майже в п'ять разів. Космонавти вперше потраплять до модуля через тиждень після його розгортання.
Космонавти не будуть проживати в модулі та будуть відвідувати його протягом двох років з періодичністю декілька разів на рік, перебуваючи в ньому декілька годин. Через два роки модуль буде від'єднано від МКС та він згорить у щільних шарах атмосфери.

## Технічні характеристики
- Довжина:
  - у згорнутому стані — 2,16 м
  - у розгорнутому стані — 4,01 м.
- Діаметр:
  - у згорнутому стані — 2,36 м
  - у розгорнутому стані — 3,23 м.
- Маса — 1400 кг.
- Об'єм — 16 м3.